# NGC 3923
NGC 3923 (również PGC 37061) – galaktyka eliptyczna (E4), znajdująca się w gwiazdozbiorze Hydry. Odkrył ją William Herschel 7 marca 1791 roku.